# Машиніст локомотива

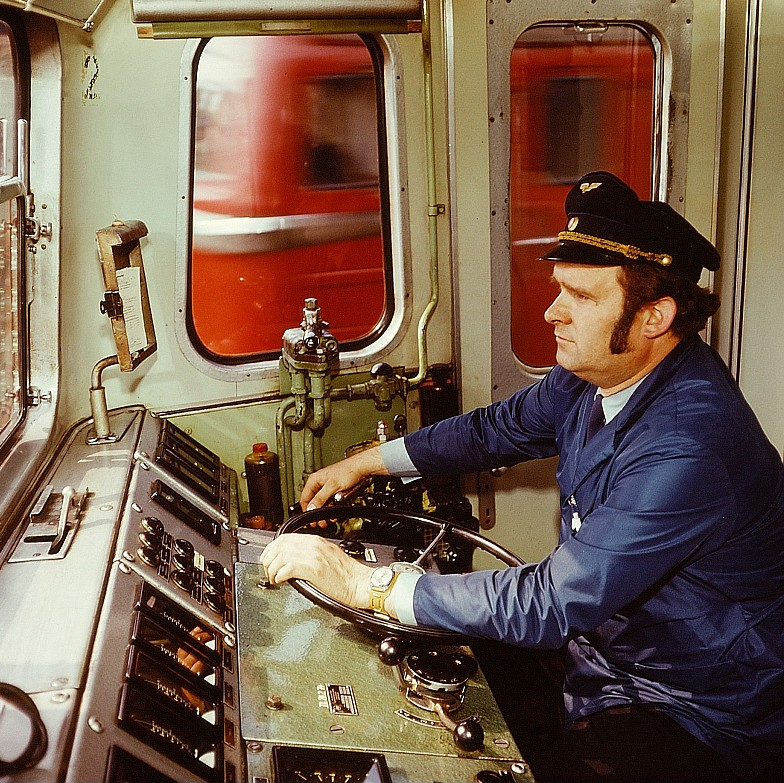
Машиніст локомотива, 1981 рік, Дрезден

Машиніст локомотива (ТЧМ) — спеціаліст на залізничному транспорті, який володіє обширними технічними знаннями та  здійснює керування локомотивом (паровоз, тепловоз, електровоз) або моторвагонним рухомим складом (дизель-поїзд, електропоїзд). 

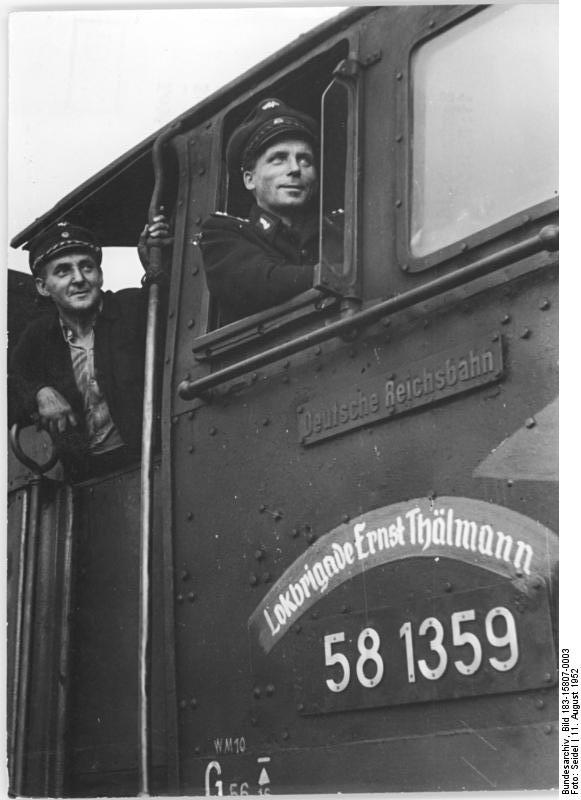
Локомотивна бригада паровоза

Машиністу допомагає керувати поїздом помічник машиніста, на паровозі — до складу локомотивної бригади входив кочегар. В деяких випадках (наприклад, на маневрових локомотивах і в поїздах метро) локомотивна бригада складається виключно з машиніста — таке управління поїздом називається «одноосібне керування».
Після переходу з паровозної на тепловозну тягу в склад локомотивної бригади налічував, машиніста, помічника машиніста і дизеліста, який відповідав за справну роботу дизелів.
Спочатку машиністів називали механіками, потім поширився термін машиніст.
Знаки відмінності — личка, повернена кутом від плеча і одна зірка — відповідність четвертому або третьому класу кваліфікації; дві зірки — другому класу кваліфікації; три зірки — першому класу кваліфікації; чотири зірки — першому класу і посаді машиніста-інструктора.